# Luppy
Luppy é uma comuna francesa na região administrativa de Grande Leste, no departamento de Mosela. Estende-se por uma área de 16,26 km². Em 2010 a comuna tinha 578 habitantes (densidade: 35,5 hab./km²).